# Margarida Paredes
Margarida Paredes (Coimbra, 6 de maio de 1953), é  antropóloga, investigadora e escritora portuguesa, que viveu em Angola e Moçambique durante os períodos de colonialismo. Em 1973, com 19 anos, aderiu ao Movimento Popular de Libertação de Angola (MPLA) e no ano seguinte retirou-se do curso universitário na Bélgica para lutar, como guerrilheira, ao lado da resistência armada angolana contra as autoridades coloniais portuguesas. Ficou em Angola até 1981, regressando depois a Portugal. 

## Biografia
Nasceu na cidade de Coimbra, na casa da avó, Joaquina Angélica, "uma aristocrata e latifundiária alentejana". O seu pai. biólogo ,doutorado em Londres, trabalhava no Instituto de Investigação Científica, em Luanda, onde passou a infância.
Durante a juventude teve alguns problemas com a PIDE (polícia política), devido a uma exposição improvisada nas arcadas do edifício do Banco Nacional de Angola, que realizou em batiques retratando negros em caixões ou atrás de grades. O poeta Herberto Helder escreveria um artigo intitulado «são o sal da terra», na revista Notícia, editada na capital angolana, que levou a PIDE a libertá-la.
Durante os seus estudos na Universidade de Lovaina, inspirada pelas suas leituras de Frantz Fanon, começa a desenvolver atividades em prol dos Movimentos de Libertação de Angola e com a Associação dos Estudantes Africanos e em 1973 adere ao MPLA através da Delegação de Dar es Salaam.
No ano seguinte abandona a Universidade, segue para Brazavile e integra um campo de treino do MPLA, onde apoia Agostinho Neto, acabando por viajar para Luanda em dezembro. Com a situação política a deteriorar-se é enviada em fevereiro de 1975 para Caxito como instrutora política na CIR Hoji ya Henda (Fazenda Tentativa), e inicia a sua instrução militar no Destacamento Feminino, liderado por Comandante Elvira da Conceição (Virinha) e pela Comissária política Fernanda Delfim (Nandy).
Trabalhou com o poeta António Jacinto na secretaria de Cultura, com crianças-soldado e órfãos da guerra, regressando a Portugal em 1981.
Numa entrevista ao jornal Público, em 2016, afirma: “Eu estava lá e fui guerrilheira. (…) Havia dois lados da guerra e eu estava do lugar certo. Os países africanos tinham direito à sua soberania. O facto de estar do lado certo da História, em termos de trauma, é completamente diferente. Os soldados portugueses sempre tiveram consciência, no fundo, de que estavam do lado errado da História.”
A sua análise é feminista e no seu livro “Combater Duas Vezes — Mulheres na luta armada em Angola”, investiga o papel destas num espaço masculino em que, negociando, subvertiam “códigos culturais e sociais dominantes”, reivindicando papel que tiveram na operação militar de 27 de maio de 1977 no ataque à prisão de São Paulo, ao qual se seguiu uma chacina.

## Percurso académico
Tem um vasto currículo académico, tendo-se licenciada em Estudos Africanos (especialização em História) pela Faculdade de Letras da Universidade de Lisboa em 2008, e doutorado em Antropologia pelo ISCTE — Instituto Universitário de Lisboa, em 2014 onde é investigadora do CRIA. Também foi investigadora e professora convidada da Universidade Federal da Bahia em Salvador, Brasil, de 2015 a 2018. Após regressar a Portugal tornou-se Investigadora Independente em Projetos Científicos, nomeadamente sobre Discursos Memorialistas Africanos e a Construção da História, no Centro de Estudos Comparatistas na faculdade onde se licenciou.

## Publicações
- O Tibete de África, romance, 2015[7]
- Combater Duas Vezes — Mulheres na luta armada em Angola, investigação, 2015[7]
- Esquece — Escrever o colonialismo em Angola, metaficção historiográfica, 2021[8]